# Trausenecker
Trausenecker war ein deutscher Fußballspieler, der für den FC Bayern München fünf Spielzeiten lang aktiv gewesen ist.

## Karriere
Trausenecker gehörte von 1926 bis 1931 dem FC Bayern München als Stürmer an. In seinen ersten beiden Spielzeiten bestritt er mit vier Einsätzen und einem Einsatz in Freundschaftsspielen das Trikot seines Vereins.
In der Saison 1928/29 wurde er zwar nicht in der Gruppe Südbayern, neben der Gruppe Nordbayern, in der zweigeteilten Bezirksliga Bayern eingesetzt, jedoch sechsmal in der Endrunde um die Süddeutsche Meisterschaft, in der er am 20. Januar 1929 beim 4:1-Sieg bei Wormatia Worms nicht nur debütierte, sondern auch mit dem Treffer zum Endstand in der 60. Minute sein erstes Tor erzielte; ein weiteres erzielte er am 21. April 1929 beim 6:3-Sieg über Borussia Neunkirchen mit dem Treffer zum 2:0 in der 24. Minute. Mit dem zweiten Platz, fünf Punkte hinter dem 1. FC Nürnberg, qualifizierte er sich mit seiner Mannschaft als Teilnehmer an der Endrunde um die Deutsche Meisterschaft. Er bestritt das am 16. Juni 1929 mit 3:0 in München gegen den Dresdner SC gewonnene Achtelfinale und erzielte in der 80. Minute das Tor zum Endstand. In der Folgesaison wurde er erneut nicht in den Punktspielen um die Südbayerische Meisterschaft eingesetzt, wohl aber – ob des Erfolges der erneuten Südbayerischen Meisterschaft – in der Endrunde um die Süddeutsche Meisterschaft, deren Finalrunde als Drittplatzierter mit einem Punkt hinter der SpVgg Fürth abgeschlossen werden konnte. Er bestritt das am 30. März 1930 mit 5:1 gewonnene Spiel beim Freiburger FC, gegen den er das Tor zum 2:0 in der 28. Minute erzielte, und das am 27. April 1930 mit 2:3 verlorene Spiel bei Eintracht Frankfurt. Ferner kam er in neun Freundschaftsspielen zum Einsatz, in denen er sich zehnmal als Torschütze auszeichnen konnte; seine letzte Saison beendete er mit seinem einzigen Spiel, einem Freundschaftsspiel, in dem er erneut ein Tor erzielte.

## Erfolge
- Südbayerischer Meister 1928, 1929, 1930, 1931 (alle ohne Einsatz)